# Gerd Binnig
Gerd Binnig (født 20. juli 1947) er en tysk fysiker, som modtog nobelprisen i fysik i 1986 sammen med Heinrich Rohrer for opfindelsen af scanning tunneling microscope. Det var en delt pris, og den anden halvdel gik til Ernst Ruska.